# István Kovács (homme de lettres)
Pour les articles homonymes, voir István Kovács et Kovács.
Dans le nom hongrois Kovács István, le nom de famille précède le prénom, mais cet article utilise l’ordre habituel en français István Kovács, où le prénom précède le nom.
István Kovács, né le 19 août 1945 à Budapest (Hongrie), est un homme de lettres et diplomate hongrois.

## Éléments biographiques
István Kovács est docteur en histoire de l'Université Loránd Eötvös de Budapest. Traducteur, poète et écrivain récipiendaire du prix Attila József, il est également un historien spécialiste de la Pologne et des relations polono-hongroises. Il est depuis 2010 membre ordinaire de l'Académie hongroise des arts, section Littérature. Conseiller culturel de l'ambassade de Hongrie à Varsovie entre 1990 et 1994, il est consul général de Hongrie à Cracovie de 1994 à 1995 puis de 1999 à 2003. Il est également membre étranger de l'Académie polonaise des sciences de Cracovie. Il reçoit le Prix Széchenyi en mars 2019.

## Principaux ouvrages
- Havon forgó ég (versek, 1973);
- Ördöglakat (versek, 1982);
- Így élt Bem József (1983);
- Véset (versek, 1985);
- Hamuban csillagló gyémánt (1988);
- A légió. A magyarországi lengyel légió története (1989);
- Robogás a nyárba. Írások a lengyel filmről (esszék, 1992);
- A tér töredékei (versek, 1995);
- "Mindvégig veletek voltunk" Lengyelek a magyar szabadság-harcban (1998);
- Világok töréspontján. Beszélgetések Ryszard Kapuścińskivel (1998);
- Bem apó (életrajz, 1999);
- Kézmozdulat a szürkületben (versek 2004);
- A gyermekkor tündöklete (regény, 2006);
- Az idő torkában (válogatott versek, 2007);
- A barátság anatómiája. Írások a magyar-lengyel kapcsolatokról és a lengyel kultúráról (2007);
- Csoda a Visztulánál és a Balti-tengernél. A XX. századi lengyel történelem sorsfordulói (2006);
- A lengyel légió lexikona (2007);
- "Egy lengyel a magyarral" A szabadságharc ismeretlen lengyel hősei (2008);
- A magyar kapcsolat (2010).

## Distinctions
- Prix Attila József (1984)
- Grand Prix de traduction de littérature polonaise (1986)
- Prix contemporain (Kortárs-díj) (1996)
- Prix Tibor Déry (1999)
- Lauriers d'or de la République de Hongrie (2011)
- Commandeur de l'ordre du Mérite (Hongrie) (2012)
- Prix Széchenyi (2019)
- Officier de l'Ordre Polonia Restituta (1999)
- Citoyen d'honneur de Cracovie (2003)
- Chevalier de l'Ordre du Mérite de la République de Pologne (2009)
- Médaille d'honneur "Bene Merito" du ministre des Affaires étrangères de Pologne (2011)

## Source
- Új magyar irodalmi lexikon II. (H–Ö). Főszerk. Péter László. Budapest: Akadémiai. 1994. 118. o.  (ISBN 963-05-6806-3)